# Minamoto no Yoriyoshi
Minamoto no Yoriyoshi (源 頼義), född 988, död 27 augusti 1075, var en ledare för Minamoto-klanen i Japan, som ledde de kejserliga styrkorna tillsammans med sin son Minamoto no Yoshiie mot Abe-klanen i norr. Fälttåget skulle senare komma att kallas Zenkunen-kriget (ungefär “Det tidigare nioårs-kriget”) och kom att följas av Gosannen-kriget (ungefär “Det senare treårs-kriget”).
Från sin far, Minamoto no Yorinobu övertog han ansvaret som Chinjufu shogun, (Befälhavare för Norra Försvaret). Från sin far lärde han sig också mycket om stridens taktik och strategier. Zenkunen-kriget inleddes 1051 och varade med ett treårigt uppehåll ända till 1063, det vill säga i tolv år. Där kom Yoriyoshi att spela en av görande roll.